# Hlînsk, Svitlovodsk
Hlînsk (în ucraineană Глинськ) este localitatea de reședință a comunei Hlînsk din raionul Svitlovodsk, regiunea Kirovohrad, Ucraina.

## Demografie
Componența lingvistică a localității Hlînsk
     Ucraineană (95,16%)
     Romani (2,06%)
     Rusă (2,06%)
     Alte limbi (0,54%)
Conform recensământului din 2001, majoritatea populației localității Hlînsk era vorbitoare de ucraineană (95,16%), existând în minoritate și vorbitori de romani (2,06%) și rusă (2,06%).